# Światowy Dzień Społeczeństwa Informacyjnego
Światowy Dzień Społeczeństwa Informacyjnego, ŚDSI (ang. World Information Society Day) – coroczne święto obchodzone 17 maja, ustanowione przez Zgromadzenie Ogólne ONZ rezolucją z 27 marca 2006 roku (A/RES/60/252) po Światowym Szczycie Społeczeństwa Informacyjnego w Tunisie (2005).
Dzień ten znany był wcześniej jako Światowy Dzień Telekomunikacji upamiętniający powstanie Międzynarodowego Związku Telekomunikacyjnego 17 maja 1865 roku, a ustanowiony przez Konferencję Pełnomocników ITU w Maladze-Torremolinos w 1973 roku. W 2006 podczas konferencji w Antalya pełnomocnicy ITU postanowili połączyć oba wydarzenia w Światowy Dzień Telekomunikacji i Społeczeństwa Informacyjnego.
Obchodom patronuje UNESCO oraz sekretarz generalny ITU.
Obchody w Polsce organizuje Polskie Towarzystwo Informatyczne. Honorowy patronat nad obchodami w 2011 roku objął prezydent RP Bronisław Komorowski.
Z tej okazji na świecie organizowane są wydarzenia poświęcone m.in. nowym technologiom, roli informatyki w rozwoju społecznym i gospodarczym. Są również okazją do omówienia zagrożeń jakie niesie coraz bardziej powszechny dostęp do mediów elektronicznych.